# Vincent Mensah
Vincent Mensah (Cotonou, 19 juli 1924 – Parijs, 10 maart 2010) was een Benins bisschop. Mensah werd op 21 december 1952 tot priester gewijd. 
Hij werd in Ouidah hoogleraar in het canoniek recht en de fundamentele theologie; eerst in het kleinseminarie en van 1961 tot 1965 in het grootseminarie. In 1970 benoemde paus Paulus VI hem tot bisschop van Porto-Novo. In 2000 nam Mensah ontslag als bisschop.